# Px38
Px38 – polski parowóz wąskotorowy na tory o rozstawie 600 mm, wyprodukowany przez Pierwszą Fabrykę Lokomotyw w Polsce SA w Chrzanowie w 1938 roku (typ W5A). Posiada cztery osie napędne oraz dwuosiowy tender (układ osi Dn2t+t). Zbudowano tylko jeden egzemplarz.

## Historia
Parowóz został zbudowany w 1938 roku na zamówienie Wrzesińskiej Kolei Powiatowej. Jego konstrukcja była taka sama, jak dwóch zbudowanych w 1927 roku parowozów typu W5A (późniejszej serii Px27).
Parowóz o numerze fabrycznym 727 otrzymał na Wrzesińskiej Kolei Powiatowej numer 5 (oznaczenie boczne: W.K.P. N°5). W 1949 roku koleje powiatowe zostały przejęte przez PKP i parowóz otrzymał oznaczenie PKP Px4-805, zmienione w 1961 roku na Px38-805 (jest on jedynym parowozem serii Px38). Pracował on na większości kolei PKP o rozstawie toru 600 mm. Początkowo stacjonował na przemian we Wrześni i Gnieźnie, w 1957 roku w Białośliwiu, a od 1958 do 1972 w Myszyńcu. Następnie stacjonował ponownie w Białośliwiu, a od 1983 do chwili obecnej – w Żninie, prowadząc pociągi Żnińskiej Kolei Powiatowej. Parowóz Px38-805 nosi od 2002 roku imię „Leon” (nazwa ta upamiętnia wieloletniego przewodnika po Muzeum Kolei Wąskotorowej w Wenecji, Leona Lichocińskiego).
W 1998 roku parowóz został wyłączony z ruchu z uwagi na konieczność naprawy, potem wyremontowany. Ponownie od 2008 roku do września 2010 parowóz był nieczynny ze względu na naprawę główną kotła. W dniach 17–27 czerwca 2011 był wypożyczony do Białośliwia na I Zlot Miłośników Kolei Wąskotorowych 600 mm. Od maja do lipca 2015 roku przebywał po raz pierwszy za granicą Polski, na imprezach kolejowych w Niemczech (we Frankfurcie nad Menem, Berlinie i Klütz). Następnie między 8 a 12 października 2015 r. uczestniczył w XV Międzynarodowych Spotkaniach Kolei Wąskotorowych w Pithiviers (co stanowiło pierwszą wizytę parowozu polskiego we Francji od czasów Pm36 w 1937 roku). W 2023 roku parowóz był niesprawny i wyłączony z eksploatacji.

## Opis
Wąskotorowy tendrzak, z doczepnym tendrem, o układzie osi D, z silnikami bliźniaczymi na parę nasyconą (Dn2t+t). Parowóz w skrzyniach po bokach kotła przewozi 0,3 t węgla i 1,5 m³ wody. Początkowo parowóz miał dwuosiowy tender o masie próżnej 3,8 t, służbowej 7,8 t i pojemności 1 t węgla i 3 m³ wody. Podczas naprawy średniej w Białośliwiu wymieniono oryginalny tender na nieco większy dwuosiowy tender od skasowanego parowozu Px27-774, o masie próżnej 3,5 t, służbowej 8,5 t, przewożący 1,5 t węgla i 3,5 m³ wody.
Kocioł płomieniówkowy, z miedzianą skrzynią ogniową (w 1953 wymienioną na stalową). Na kotle umieszczony zbieralnik pary i piasecznica o napędzie ręcznym. W zbieralniku początkowo była zaworowa przepustnica pary Cara z wewnętrznym napędem i osuszaczem, zamieniona w 1953 na zewnętrzną przepustnicę z zewnętrznym napędem i rurami parowlotowymi. Początkowo parowóz miał komin z turbinowym odiskiernikiem Rihoseka, zdjętym w 1953 roku i zastąpionym siatką odiskierną. Zasilanie w wodę za pomocą dwóch inżektorów Friedmanna.
Ostoja belkowa, o grubości belek 60 mm. Usprężynowanie osi górne kombinowane, z czterema punktami podparcia. Parowóz mógł pokonywać łuki o promieniu 30 m.
Bliźniacze silniki parowe z suwakami tłoczkowymi, napędzały trzecią oś. Mechanizm parorozdzielczy Heusingera. Do smarowania silników służył lubrykator, wymieniony w 1953 na smarotłocznię Friedmanna. Hamulec parowy i ręczny dźwigniowy na pierwsze trzy osie. Parowóz posiadał oświetlenie naftowe, a od 1969 – elektryczne.